# Костелло, Дон
Дон Костелло (англ. Don Costello ), имя при рождении Элдон Лоуренс Костелло (англ. Eldon Lawrence Costello; 5 сентября 1901 — 25 октября 1945) — американский актёр театра, кино и радио 1920—1940-х годов.
За время своей карьеры Костелло сыграл в таких фильмах, как «Другой тонкий человек» (1939), «А вот и мистер Джордан» (1941), «Джонни Игер» (1941), «Свист в темноте» (1941), «Ночной поезд на запад» (1941), «Незабываемая ночь» (1942), «Свистун» (1944), «Красный дракон» (1945), «И пришёл Джонс» (1945) и «Синий георгин» (1946).

## Ранние годы жизни и начало карьеры
Дон Костелло, имя при рождении Элдон Лоуренс Костелло, родился 5 сентября 1901 года в Новом Орлеане, где закончил иезуитскую школу, после чего стал актёром.

## Театральная карьера
С 1922 года Костелло работал на Бродвее помощником менеджера сцены в спектакле «Ирландская роза Эбби» (1922). Позднее он работал сценическим менеджером в театре Wright Players в Луисвилле, Кентукки и играл в театре Majestic Players в Эльмире, штат Нью-Йорк.
С 1929 по 1940 год Костелло выступал на бродвейской сцене, сыграв за этот период в десяти спектаклях, среди которых «Сокращённо Джерри» (1929), «Последняя миля» (1930), «Оплаченные попутчики» (1931), «Послушай музыку» (1933), «Тигель» (1933), «Невеста Торозко» (1934), «Призрак Янки Дудл» (1937—1938), «Подвергнутый цензуре» (1938), «Встретить» (1938) и «Слабое звено» (1940).

## Карьера в кинематографе
В 1939 году Костелло заключил контракт с киностудией Metro-Goldwyn-Mayer, сыграв в первый же год в двух фильмах. В популярной криминальной комедии с участием Уильяма Пауэлла и Мирны Лой «Другой тонкий человек» (1939) Костелло исполнил значимую роль мелкого преступника, который подозревается в серии убийств. У него была также роль второго плана в комедии с Энн Сотерн и Уолтером Бреннаном «Джо и Этель Тёрп обращаются к Президенту» (1939).
В 1940 году у Костелло было две малобюджетные картины категории В — мелодрама «Одна наполненная ночь» (1940) и криминальный боевик с Фэй Рэй «Бешеный автобус» (1940), где у него были роли второго плана. Одним из наиболее значимых в карьере Костелло стал 1941 год, когда он сыграл в восьми фильмах. В частности, у него была заметная роль второго плана в популярной фэнтези-комедии с Робертом Монтгомери «А вот и мистер Джордан» (1941). Другими его значимыми картинами стали фильм нуар с Робертом Тейлором «Джонни Игер» (1941), где Костелло сыграл камердинера криминального организатора азартных игр. В криминальном триллере с участием Ллойда Нолана в роли частного детектива Майкла Шейна «Ночной поезд на запад» (1941) Костелло предстал в образе наёмного бандита, направленного, чтобы устранить важную свидетельницу. У него также была роль второго плана в газетной драме с Эдвардом Г. Робинсоном «Нечестные партнёры» (1940). Заметным фильмом Костелло стала криминальная комедия с Редом Скелтоном «Свист в темноте» (1941), где он сыграл «крутого парня со стальным взглядом по прозвищу Петля».
В 1942 году Костелло перешел работать на студию 20th Century Fox, где появился в роли «пожилого, но не менее склонного к преступлениям Дока Лейка» в приключенческой комедии с Лорелом и Харди «Авось прорвёмся» (1942). Среди остальных четырёх фильмов года наиболее значимыми были романтическая комедия с Лореттой Янг «Незабываемая ночь» (1942), криминальная комедия «Недалеко от Бродвея» (1942) с Ллойдом Ноланом в роли частного детектива Майкла Шейна и триллер военного времени с Робертом Янгом «Джо Смит, американец» (1942). Год спустя у Костелло было пять фильмов, включая детектив с Уорнером Баксетром «Криминальный доктор» (1943), где он сыграл одного из бандитов, охотящихся за спрятанной добычей. Он также сыграл пьяницу в вестерн-комедии с Джоном Уэйном и Джин Артур «Она решает рискнуть» (1943) и нацистского агента в военной комедии с Лорелом и Харди «Надзиратели за воздушными налетами» (1943). На следующий год в фильме нуар с Ричардом Диксом «Свистун» (1944), Костелло предстал в образе мелкого гангстера, который принимает заказ на убийство, но которого вскоре самого убивают. В том же году Костелло сыграл преступников в двух вестернах с участием Уильяма Бойда в роли Хопалонга Кэссиди — «Техасский маскарад» (1944) и «Таинственный человек» (1944).
В 1945 году Костелло сыграл в романтической комедии с участием Гэри Купера и Лоретты Янг «И пришел Джонс» (1945), в комедии с Эбботтом и Костелло «Сюда идут студентки» (1945) и в мюзикле с Джорджем Рафтом и Джоан Беннетт «Ноб Хилл» (1945). На студии Republic Pictures Костелло сыграл в двух вестернах с Биллом Эллиоттом в роли Реда Райдера — «Маршал Ларедо» (1945) и «Великое ограбление дилижанса» (1945). Во втором фильме Костелло «несколько раз вызывал смех в роли главаря бандитов, выдающего себя за школьного учителя, который заверяет встревоженную мать, что научится любить её детей, а затем тихо бормочущего в сторону: „Если они протянут достаточно долго…“».
В 1945 году Костелло снялся также в шпионском детективе с Сидни Толером в роли инспектора Чарли Чана «Красный дракон» (1945), за которым последовал фильм нуар с участием Алана Лэдда «Синий георгин» (1946), где Костелло сыграл важную роль гангстера. Это была его последняя работа в кино.

## Актёрское амплуа
Костелло начинал карьеру как бродвейский актер, после чего в 1939 году перебрался в Голливуд, где вплоть до 1945 года успел сняться в 37 фильмах (в 31 из них его имя было указано в титрах). «Известный своим злодейским чувством юмора, Костелло часто играл угрожающего вида преступников или крутых парней».

## Личная жизнь
С 1936 года и вплоть до своей смерти в 1945 году Костелло был женат на Луизе Мереш (англ.  Louise Maresch).

## Смерть
Дон Костелло умер 25 октября 1945 года в возрасте 44 лет в Шерман-Окс, Голливуд, Калифорния, от передозировки снотворного. Обнаружившая его мёртвым в спальне их дома жена Луиза сообщила, что накануне он жаловался, что никак не может заснуть.

## Фильмография
| Год  |     | Русское название                         | Оригинальное название                    | Роль                                           |
| ---- | --- | ---------------------------------------- | ---------------------------------------- | ---------------------------------------------- |
| 1931 | кор | Марджи «Горячие новости»                 | Hot News Margie                          | футболист (в титрах не указан0                 |
| 1939 | ф   | Другой тонкий человек                    | Another Thin Man                         | »Алмазик» Фогель                               |
| 1939 | ф   | Джо и Этель Тёрп обращаются к президенту | Joe and Ethel Turp Call on the President | Фред                                           |
| 1940 | ф   | Одна насыщенная ночь                     | One Crowded Night                        | Лефти                                          |
| 1940 | ф   | Бешеный автобус                          | Wildcat Bus                              | Сид Кейси                                      |
| 1941 | ф   | А вот и мистер Джордан                   | Here Comes Mr. Jordan                    | Лефти                                          |
| 1941 | ф   | Я буду тебя ждать                        | I'll Wait for You                        | сержант полиции Брент                          |
| 1941 | ф   | Джонни Игер                              | Johnny Eager                             | Билликен                                       |
| 1941 | ф   | Последний из Дуэйнов                     | Last of the Duanes                       | Джим Бланд                                     |
| 1941 | ф   | Скачи, ковбой                            | Ride on Vaquero                          | Редж                                           |
| 1941 | ф   | Ночной поезд на запад                    | Sleepers West                            | Карл Иззард                                    |
| 1941 | ф   | Нечестные партнеры                       | Unholy Partners                          | Джорджи Пелотти                                |
| 1941 | ф   | Свист в темноте                          | Whistling in the Dark                    | »Петля» Грин                                   |
| 1942 | ф   | Авось прорвёмся!                         | A-Haunting We Will Go                    | Док Лейк                                       |
| 1942 | ф   | Джо Смит, американец                     | Joe Smith, American                      | Мид                                            |
| 1942 | ф   | Недалеко от Бродвея                      | Just Off Broadway                        | Джордж Долфин                                  |
| 1942 | ф   | Сандаун Джим                             | Sundown Jim                              | Доуб Хайд                                      |
| 1942 | ф   | Незабываемая ночь                        | A Night to Remember                      | Эдди Тёрнер                                    |
| 1943 | ф   | Надзиратели за воздушными налётами       | Air Raid Wardens                         | Гейдрих                                        |
| 1943 | ф   | Криминальный доктор                      | Crime Doctor                             | Ник Феррис                                     |
| 1943 | ф   | Она решает рискнуть                      | A Lady Takes a Chance                    | пьяница                                        |
| 1943 | ф   | Убийство в порту                         | Murder on the Waterfront                 | Гордон Шейн – «Великий Раджа»                  |
| 1943 | ф   | Борцы с транспортной мафией              | Truck Busters                            | Энтони «Тони» Бонетти                          |
| 1944 | ф   | Загадочный человек                       | Mystery Man                              | Бад Триллинг                                   |
| 1944 | ф   | Техасский маскарад                       | Texas Masquerade                         | Эйс Мэксон                                     |
| 1944 | ф   | Выдача нормированной провизии            | Rationing                                | Ас (в титрах не указан)                        |
| 1944 | ф   | Свистун                                  | The Whistler                             | Лефти Вигран, он же Горсс (в титрах не указан) |
| 1945 | ф   | И пришёл Джонс                           | Along Came Jones                         | Лео Гледхилл                                   |
| 1945 | ф   | Следуй за этой женщиной                  | Follow That Woman                        | Ник                                            |
| 1945 | ф   | Маршал Ларедо                            | Marshal of Laredo                        | Красавчик Мёрфи                                |
| 1945 | ф   | Красный дракон                           | The Red Dragon                           | Чарльз Мэзак                                   |
| 1945 | ф   | Великое ограбление дилижанса             | The Great Stagecoach Robbery             | Джед Куинлан                                   |
| 1945 | ф   | Сюда идут студентки                      | Here Come the Co-eds                     | Даймонд (в титрах не указан)                   |
| 1945 | ф   | Зажигательная блондинка                  | Incendiary Blonde                        | Гас Веттори (в титрах не указан)               |
| 1945 | ф   | Оно в чемодане!                          | It's in the Bag!                         | Микки (в титрах не указан)                     |
| 1945 | ф   | Ноб Хилл                                 | Nob Hill                                 | Стив, дерущийся бармен (в титрах не указан)    |
| 1946 | ф   | Синий георгин                            | The Blue Dahlia                          | Лео                                            |
| 1946 | ф   | Преступление века                        | Crime of the Century                     | Джо, бармен                                    |